# دوز هيكس
كان جورج دوز هيكس (14 سبتمبر 1862 - 16 فبراير 1941) الحاصل على زمالة الأكاديمية البريطانية، فيلسوفًا بريطانيًا وكان أول أستاذ للفلسفة الأخلاقية في كلية لندن الجامعية منذ عام 1904 حتى عام 1928 وظل أستاذًا فخريًا من حينها حتى وفاته.

## السيرة الذاتية
وُلد هيكس، الابن الأكبر للمحامي كريستوفر هيكس، في مدينة شروزبري في 14 سبتمبر 1862 وتلقى تعليمه في مدرسة القواعد الملكية، غيلدفورد. ذهب في البداية لدراسة القانون أثناء الممارسة القانونية لوالده. حصل هيكس على منحة دراسية وذهب عام 1884 إلى كلية أوينز بمانشستر لدراسة الفلسفة (واكتساب بعض المعرفة بالعلوم الطبيعية). فعل ذلك في عهد روبرت أدامسون «الذي كان لعلمه الفلسفي وحدته التأثير الأكثر جذرية واستدامة على حياة تلميذه وتعليمه». تخرج هيكس عام 1888 بمرتبة الشرف الأولى. ذهب هيكس بعد ذلك إلى كلية مانشستر في أكسفورد، وتابع محاضرات والاس، ونيتلشيب، وكوك ويلسون.
نال تشريف هيبرت في الفترة منذ 1891 إلى 1896، وأجرى المزيد من الأبحاث في جامعة لايبتزغ تحت قيادة فونت وهاينتسه وفوليلت وساعد مويمان في تحقيقاته التجريبية حول فهم الوقت. كما طور هيكس دراساته السابقة في علم وظائف الأعضاء لكنه ركز جهوده الأكبر على الدراسة النصية التفصيلية لأعمال كانط (وإتقان الأدبيات ذات الصلة). حصل على درجة الدكتوراه في لايبتزغ عام 1896 ب أطروحة في كانط التي تقرر نشرها في العام التالي.
أصبح هيكس، عند عودته من ألمانيا عام 1897، قسيسًا لكنيسة الوحدة في إيسلينغتون حتى عام 1903، وألقى محاضرات في كلية لندن للأخلاق وعلم الاجتماع. حصل على الدكتوراه في الآداب من جامعة مانشستر في عام 1904 وعُين رئيسًا لقسم الفلسفة الأخلاقية في كلية لندن الجامعية. كان هيكس أول شخص يشغل هذا المنصب الذي ظل شاغرًا منذ أن أعلنت كلية لندن الجامعية لأول مرة عن كرسيين في الفلسفة عام 1827. أقنع كارفيث ريد الكلية، وقد كان حاملًا لمقعد غروت للعقل والمنطق آنذاك، نقلًا عن جوناثان وولف، بوضع مثل هذا التعيين وبذلك تتحقق «رؤية القسم الأصلية لأول مرة». (يلاحظ وولف أنه يُشار أحيانًا إلى هيكس بصفته حاصلًا على مقعد غروت، لكنه لم يُمنح اللقب مطلقًا، وربما لم يكن يحق له، بسبب مشاركته في الخدمة الدينية).
واصل هيكس العيش في كامبريدج، على الأقل لفترة لا بأس بها، خلال فترة وجوده في كلية لندن الجامعية، حيث كان يحاضر بانتظام في الجامعة تحت رعاية كلية العلوم الأخلاقية، فحاضر حول علم النفس وفلسفة كانط (وامتحن الطلبة في امتحان تريبوس للعلوم الأخلاقية في تخصص علم النفس). كما ألقى محاضرات سنوية «بجهد يقوده الحب» في كلية كارمارثين (كلية تدريب المعلمين في المدارس الدينية) التي كان من المقرر نشرها عام 1928 تحت عنوان «طرق نحو الحياة الروحية». (كان هيكس أيضًا أمينًا لمكتبة الدكتور ويليامز لمدة ثلاثين عامًا).
يصفه إس. إف. كيلنغ (الذي كانت دراساته المبكرة في كلية لندن الجامعية بتوجيه من هيكس والذي عاد لاحقًا إلى هناك كطالب ماجستير ثم كمحاضر خلال فترة عمله) بأنه كمعلم، «رجل ذو عقلية استثنائية، وغارق تمامًا في الفلسفة». يذكر كيلنغ كيف آمن هيكس بأن الفلسفة «مثل أي موضوع آخر، يمكنها أن تؤثر في الطلاب وتدربهم على التأمل في وجودهم ومصيرهم». رأى هيكس «أن القيمة الروحية للدراسات الفلسفية تفوق أهميتها الأكاديمية بمراحل» لكنه نفى «إمكانية أن تصبح الفلسفة بديلًا مشروعًا عن الدين أو المعتقدات الدينية». شهد له كل من كيلنغ ودي بره وستيبنغ بجهوده الكبيرة وتأثيره النافذ كأستاذ في كلية لندن، وهو ما نقله وولف.
عُين هيكس رئيسًا للجمعية الأرسطية، بعد أن كان بالفعل أمينها لسنوات عدة، في عام 1913 وانتخب زميلًا للأكاديمية البريطانية في عام 1927. تقاعد من كلية لندن الجامعية في العام التالي واستقر في كامبريدج لكنه واصل عمله الذي طال أمده كمحرر فرعي لهيبرت جورنال حتى بعدما أقعده المرض إذ، كما أفاد ستيبنغ، «ما فتئ يكتب "المسح الفلسفي" الشهير لتلك المجلة عندما وافته المنية فجأة» في 16 يناير 1941، عن عمر يناهز 78 عامًا.